# Tarn (rijeka)
Tarn (lat. Tarnis) je rijeka u južnoj Francuskoj, desna pritoka rijeke Garonne. Izvire u planinama Cévennes, teče prema zapadu pored grada Albija in nakon 380 km kod grada Moissaca utječe u rijeku Garonnu. 

## Geografija
Rijeka Tarn je pretežno gorska rijeka. Njezin izvor se nalazi na višini 1550 m na južnim dijelovima planine Lozère.